# Tự điển
Tự điển (字典) hay tự vị/tự vựng (字彙) là sách giải nghĩa, cách dùng và phát âm của từng chữ Hán một. Chỉ có chữ Hán và các biến thể như chữ Nôm mới có khái niệm tự điển. Tự điển cũng có thể coi là từ điển khi nó diễn giải thêm cả các từ hoàn chỉnh thay vì chỉ diễn giải từng chữ riêng lẻ. Tự điển thường được sắp xếp theo hình dạng ký tự và thường bao gồm một số ký tự hiếm.